# Кельменди, Етон
Етон Кельменди (алб. Jeton Kelmendi, род. 27 ноября 1978, Печ) — албанский журналист, публицист, поэт.

## Биография
Етон Кельменди родился 27 ноября 1978 года в городе Печ (Социалистический автономный край Косово). После окончания средней школы поступил в Приштинский университет, где получил степень бакалавра по массовым коммуникациям. Во время обучения Кельменди вступил в Армию освобождения, Етон является ветераном войны в Косово 1998—1999 годов. В Брюссельском свободном университете изучал международные отношения, получив дипломатическое образование. Кельменди является кандидатом наук по средствам массовой информации и политологии.
Многие годы Етон занимается литературным творчеством, работая в разных жанрах — поэзии, малой прозе, эссе. Его стихи переведены на более чем двадцать два языка и опубликованы в нескольких международных литературных антологиях. После выхода своего первого поэтического сборника Кельменди активно сотрудничает с периодическими изданиями в Албании и за рубежом, специализируясь на культуре и политике, особенно международной. В настоящее время Кельменди проживает и работает в Брюсселе (Бельгия).

### Сборники стихов
- «Век обещаний» (алб. Shekulli i Premtimeve), 1999 год;
- «За молчанием» (Përtej Heshtjes), 2002 год[1];
- «А если днем» (Në qoftë mesditë), 2004 год;
- «Прости, Отчизна» (Më fal pak Atdhe), 2005 год;
- «Куда текут потоки» (Ku shkojnë ardhjet), 2007 год (номинировался на премию Azem Shkreli в 2009 году[2]);
- «Ты пришла вслед за ветром» (Erdhe për gjurmë të erës), 2008 год[3];
- «Время, когда пришло время» (Koha kurë të ketë kohë), 2009 год[4];
- «Блуждающие думы» (Rrugëtimi i mendimeve), 2010 год[5];
- «Крещение духа» (Pagezimi I shpirtit), 2012 год;
- «Пропущенные звонки» (Therras Gjerat E Harruara), 2013 год[6];

### Драматургия
- «Госпожа Речь» (Zonja Fjalë), 2007 год[7];
- «Пьеса и антипьеса» (Lojë dhe kundër lojë), 2011 год.

### Политические эссе
- «Миссия ЕС в Косово после провозглашения независимости», 2010 год (на английском языке)[8];
- «Не время знать», 2011 год (Приштина, Косово);
- «Миссии НАТО и ЕС: сотрудничество или соперничество?», 2012 год (Тирана, Албания)[9];

### Издания в других странах м переводы
- На румынском: «Ce mult s-au rãrit scrisorile»;
- На французском:
  - «Dame parolе»;
  - «Comme le Commencement est Silencieux» — сборник стихов[10];
- На немецком:
  - «Wie wollen» — сборник стихов[11];
  - «Frau Wort» — драма Госпожа Речь[12];
- На индийском: «A respiration»;
- На греческом: «ΠΟΥ ΠΑΝΕ ΟΙ ΕΡΧΟΜΟΙ»[13];
- На турецком: «Nasil sevmeli»;
- На украинском: «На верхів'ї часу» (На вершине времени) — сборник стихов;
- На английском:
  - «How to reach yourself» — сборник стихов[14];
  - «Breath» — сборник стихов[15];
- На македонском: «Време кога ова време»;
- На арабском: «فواصل للحذف»[16][17];
- На китайском: «34首封面», 2013 год.
- На испанском: «Pensamientos Del Alma», 2014 год — сборник стихов[18].

## Премии и членство в международных организациях
- Международная премия Solenzara (Париж, Франция)[19];
- Национальная премия MITINGU за лучший поэтический сборник (Джяковица, Косово);
- Международная литературная премия имени Николая Гоголя в 2013 году (Украина) — за сборник На верхів'ї часу[20];
- Международная литературная премия имени Александра Великого в 2013 году (Греция);
- Лауреат Международной премия «Мировая поэзия» в 2013 году (Сараево, Босния и Герцеговина);
- Член Ассоциации профессиональных журналистов Европы (AGJPB, Брюссель, Бельгия);
- Член Европейской академии наук, искусств и литературы (Париж, Франция);
- Член Академии наук высшей школы Украины (Киев, Украина)[21];
- Член франкоязычного Бельгийского ПЕН-клуба (Брюссель, Бельгия).